# Garry Chalk
Garry Chalk (Southampton, Verenigd Koninkrijk,  17 februari 1952) is een Brits-Canadees acteur en stemacteur.
Een van de bekendere personages aan wie hij zijn stem leende, is Optimus Primal uit producties over de Transformers. Op het scherm verscheen Chalk in speelfilms als Freddy vs. Jason, The Fly II, Watchmen en Scooby-Doo! The Mystery Begins.

## Biografie
Gary Chalk emigreerde in 1957 van Southampton naar het Canadese Vancouver. Hij houdt zich sinds 1978 bezig met professioneel theater, en heeft opgetreden in veel theaters in Brits-Columbia, Ontario en Alberta. Op het podium speelde hij in stukken als A Funny Thing Happened on the Way to the Forum, waarin hij de rol van Miles Gloriosus had; Dracula; Passion; en Henry IV en As You Like It van William Shakespeare.
Hij heeft daarnaast in tal van films en televisiereeksen gespeeld. Zo vertolkte hij vier jaar lang een bijrol in de Canadese politieserie Cold Squad, waarvoor hij tweemaal een Gemini Award won, en had hij een vaste gastrol als Chekov in de sciencefictionserie Stargate SG-1. Ook spreekt hij stemmen in voor animatiefilms en -series, waarvan Class of the Titans en de geüpdatete versie van He-Man and the Masters of the Universe uit 2002 enkele van de ruim 1500 voorbeelden zijn. Gary Chalk is in verscheidene Transformers-producties te horen: als de stem van Optimus Primal in Beast Wars en Beast Machines, en die van Optimus Prime in de Unicron Trilogy. Tevens voorzag hij, in één aflevering van Beast Wars, de Generation 1-incarnatie van Megatron van zijn stem.

## Filmografie (selectie)

### Als stemacteur
- Adventures of Sonic the Hedgehog (1993, animatieserie) – Grounder
- Barbie as the Island Princess (2007, animatiefilm) - Frazer & Calvin
- Barbie as the Princess and the Pauper (2004, animatiefilm) - Hervé
- Barbie of Swan Lake (2003, animatiefilm) - Vader Odette
- Beast Machines (1999, animatieserie) – Optimus Primal
- Beast Wars (1996, animatieserie) – Optimus Primal, Megatron (Generation 1)
- Beast Wars Transmetals (1999, computerspel) – Optimus Primal
- Class of the Titans (2005, animatieserie) – Hercules, Ares
- Conan the Adventurer (1992, animatieserie) – Snagg
- Devil Kings (2005, computerspel) – Devil King
- Double Dragon (1993, animatieserie) – Chopper, Kona, Wild Willy
- G.I. Joe (1989, animatieserie) – Metal-Head, Pathfinder, Shockwave, BIOK, Gristle
- The Godfather: The Game (2006, computerspel) – Bruno Tattaglia, Al Neri
- He-Man and the Masters of the Universe (2002, animatieserie) – Man-At-Arms alias Duncan, Whiplash
- Ninja Turtles: The Next Mutation (1997, live-actionserie) – Silver
- Rudolph the Red-Nosed Reindeer: The Movie (1998, animatiefilm) – Blitzen
- Sonic Underground (1998, animatieserie) – Doctor Ivo Robotnik
- Spider-Man Unlimited (1999, animatieserie) – Mr. Meugniot
- Street Fighter (1995, animatieserie) – Dhalsim, Burke
- The New Adventures of He-Man (1990, animatieserie) – He-Man, Artilla, President Pell, Alcon, Sergeant Krone, Andros, Gross
- Transformers (2004, computerspel) – Optimus Prime
- Transformers: Armada (2002, animatieserie) – Optimus Prime
- Transformers: Cybertron (2005, animatieserie) – Optimus Prime
- Transformers: Energon (2004, animatieserie) – Optimus Prime

### Als film- en televisieacteur
- Home Invasion (2016, speelfilm) – Sheriff Kane
- The Thaw (2009, speelfilm) – Jack
- Battle in Seattle (2007, speelfilm) – Faherty
- Cold Squad (1998, televisieserie) – Inspecteur Andrew Pawlachuk
- Dark Angel (2000-2001, televisieserie) – Inspecteur Walter Eastep
- Fierce People (2005, speelfilm) – McCallum
- The Fly II (1989, speelfilm) – Scorby
- Freddy vs. Jason (2003, speelfilm) – Sheriff Williams
- Highlander (1992, televisieserie) – Lemonyne
- Nick Fury: Agent of S.H.I.E.L.D. (1998, televisiefilm) – Dum Dum Dugan
- Scooby-Doo! The Mystery Begins (2009, televisiefilm) – Schoolhoofd Grimes
- Spot Marks the X (1986, televisiefilm) – Politieman op brug
- Stargate SG-1 (1997, televisieserie) – Chekov
- Superbabies: Baby Geniuses 2 (2004, speelfilm) – Politiecommandant
- Supervolcano (2005, televisiefilm) – Governeur Marshall
- Watchmen (2009, film) – Militair generaal

## Prijzen

### Gemini Awards
- 2000/01 'Best Supporting Actor in a Drama Series' (Beste mannelijke bijrol in een dramaserie) voor Cold Squad
- 2001/02 'Best Supporting Actor in a Drama Series' (Beste mannelijke bijrol in een dramaserie) voor Cold Squad

- Gemeinsame Normdatei: 1062125266
- International Standard Name Identifier: 0000 0000 5805 6534
- Library of Congress Control Number: no2009045596
- Virtual International Authority File: 83634026
- WorldCat: E39PBJy4jrpRjwdTVbQVkyYMfq